# Семёнов, Игорь Сергеевич
Игорь Сергеевич Семёнов (латыш. Igors Semjonovs; род. 3 июля 1985, Рига) ― латвийский футболист, полузащитник. Выступал за сборную Латвии.

## Биография
Воспитанник Академии «Сконто». В январе 2002 года заключил контракт с рижским «Сконто». В цветах этого клуба выступал до конца 2009 года. В составе «Сконто» трижды в сезонах 2002, 2003 и 2004 годов становился чемпионом Латвии по футболу, обладателем Кубка Латвии по футболу в 2002 году. Трижды выигрывал товарищеский турнир Кубок Ливонии по футболу — в 2003, 2004, 2005 годах.
В составе национальной сборной Латвии дебютировал 7 июня 2003 года в отборочном матче чемпионата Европы 2004 года против команды Венгрии. Игрок вышел на поле на 86-й минуте заменив полузащитника Виталия Астафьева. В отборочном цикле на Евро-2004 футболист ещё дважды выходил на замену в матчах со сборными Польши и Венгрии. Сборная Латвии завоевала право на участие в чемпионате Европы, однако, главный тренер национальной команды Александр Старков не включил футболиста в итоговую заявку на турнир. В общей сложности в 2003—2004 годах игрок провел за сборную Латвии десять матчей, в которых не забил ни одного гола, только в одной игре вышел в стартовом составе.
В январе 2010 года Игорь Семёнов перешел в клуб Высшей лиги Латвии «Юрмала-VV». Затем, спустя два года, — в команду Первой лиги РФС. Откуда в 2013 году перешел в другой клуб первой лиги — ФК «Гулбене», где и завершил свою карьеру профессионального футболиста.

## Достижения
- Чемпион Латвии: 2002, 2003, 2004
- Серебряный призёр чемпионата Латвии: 2005
- Бронзовый призёр чемпионата Латвии: 2006, 2008, 2009
- Обладатель Кубка Латвии: 2002

## Личная жизнь
Отец, Сергей Владимирович Семёнов (род. 1959) — футболист и тренер. Брат Евгений тоже занимался футболом.